# Prega il morto e ammazza il vivo
Prega il morto e ammazza il vivo è un film del 1971 diretto da Giuseppe Vari.

## Trama
Un gruppo di banditi, guidati da Dan Hogan, rimane bloccato in una stazione teleferica, in attesa di un carico di oro. Oltre ai criminali, pernotta anche un misterioso uomo, tale John Webb. Egli si rivela essere l'unico a conoscere la "Via dello Sciacallo", la sola strada senza il controllo dei Ranger al confine.

## Accoglienza
Gianni Lucini, sul sito MyMovies.it, considera il film come «uno dei migliori western di Giuseppe Vari». Aggiunge inoltre: «Klaus Kinski appare come sempre eccellente nell’interpretazione di personaggi psicopatici».
Di simile avviso, il critico Paolo Mereghetti sottolinea come la regia sia «corretta e senza voli» e che l'antagonista Kinski sia in gran forma.

## Influenza culturale
In un articolo di Nocturno, la pellicola viene citata come probabile fonte di ispirazione per la realizzazione di The Hateful Eight. Tarantino, infatti, aveva già dichiarato in una intervista che Prega il morto e ammazza il vivo era tra gli spaghetti western che amava di più. Le due pellicole hanno una costruzione narrativa molto simile. In particolare, presentano l'elemento comune di essere state girate in un unico ambiente. Inoltre, la caratterizzazione dei personaggi, ambigui e misteriosi, rimanda molto al plot del lungometraggio del cineasta americano.